# Рік зброї
Рік зброї (англ. Year of the Gun) — американський трилер 1991 року

## Сюжет
1978 рік. Американський журналіст Девід Рейборн приїжджає в Італію, щоб висвітлювати політичні події, які там відбуваються. Поступово він вирішує написати книгу про діяльність повстанських Червоних бригад. Незабаром Девід з'ясовує, що діяльність повстанців і екстремістів на всіх рівнях пов'язана з мафією, яка направляє акції протесту туди, куди їй вигідно. Девід знайомиться з американською фотожурналісткою Елісон Кінг і розповідає їй про свій рукопис, кажучи, що збирається використовувати в ній імена лише реальних людей. Дівчина надихається ідеями Девіда і вирішує наповнити книгу фотографіями з місць подій. Але незабаром члени Червоних бригад також дізнаються про книгу Девіда, і викрадають його разом з Елісон. Поки американські журналісти перебувають у полоні, терористи починають вбивати свідків, чиї імена згадуються в книзі. Також вони викрадають прем'єр-міністра країни Альдо Моро. Незабаром Девід і Елісон опиняються під вогнем з двох сторін: влада звинувачує їх у тому, що вони знали про діяльність Червоних бригад і не повідомили їм, а терористи, навпаки, звинувачують їх у зрадництві. Незабаром повстанці вбивають Альдо Моро, і журналісти розуміють, що потрібно рятувати свої власні життя.

## У ролях
| Актор             | Роль                     |
| ----------------- | ------------------------ |
| Ендрю Маккарті    | Девід Рейборн            |
| Валерія Голіно    | Лія                      |
| Шерон Стоун       | Елісон Кінг              |
| Джон Панков       | Італо Бьянкі             |
| Маттіа Сбраджа    | Джованні                 |
| Джордж Мьорселл   | П'єр Берньє              |
| Лу Кастель        | чоловік                  |
| Франческа Пранді  | жінка терорист           |
| Карла Кассола     | Лена                     |
| П'єтро Бонтемпо   | чоловік 2                |
| Луїджі Ді Фіоре   | терорист 1               |
| Роберто Поссе     | Лусіо                    |
| Томас Еліот       | Марко                    |
| Даррен Моддер     | Джо Боб                  |
| Керол Шнайдер     | Метті                    |
| Рон Вільямс       | довготелесий             |
| Альдо Менголіні   | Альдо Моро               |
| Луїджі Амодео     | П'єро Гагліані           |
| Сальваторе Білла  | поліцейський             |
| Франко Бельтрамме | детектив                 |
| Фабіо Траверса    | бородатий чоловік        |
| Дік Каветт        | Бен Гершон               |
| Маріо Новеллі     | озброєний                |
| Лучано Фоті       | охоронець                |
| Фіамметта Баралла | дружина Берньє           |
| Єлена Кантароне   | перекладач Моро          |
| Сесилія Тодесчіні | BBC жінка                |
| Кароліна Саломе   | дівчина з університету   |
| Алессандра Марсон | дівчина з університету 2 |